# 371 (tal)

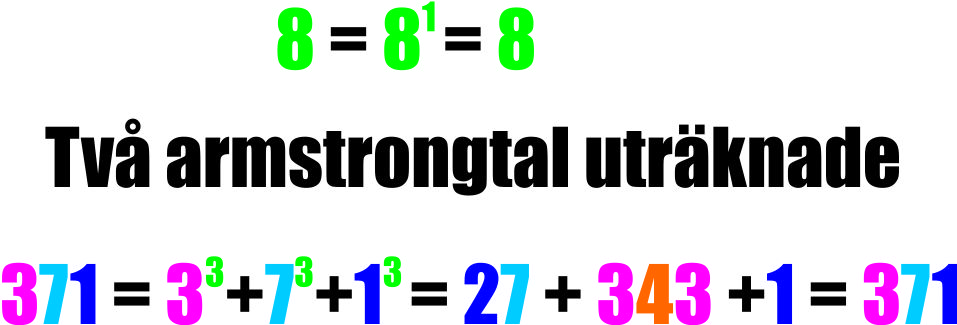
Två "bevisföringar" för armstrongtal, varav talet 371 är det ena.

371 är det naturliga talet som följer 370 och som följs av 372.

## Inom vetenskapen
- 371 Bohemia, en asteroid.

## Inom matematiken
- 371 är ett udda tal
- 371 är ett sammansatt tal
- 371 är ett defekt tal
- 371 är ett Armstrongtal